# 孙平化
孙平化（1917年8月20日—1997年8月15日），原名齐守福，男，奉天（今辽宁）盖州人，中国政治人物、外交工作者，曾参与促成战后中日关系的发展，曾任第五、六、七届全国政协委员。

## 生平
齐守福1917年8月20日生于盖平县，1939年赴日本東京工業大學留学，1943年回到中国，从事中国共产党的地下工作并改名为孙平化，1944年加入中国共产党。1952年，他参与接待了中华人民共和国成立后第一批访华的日本来宾。1964年，孙平化任廖承志办事处驻东京联络处（俗称“廖办”）首席代表。
1972年7月，孙平化受周恩来之托，率上海舞剧团访日，当时正值第一屆田中角榮內閣成立；1972年8月15日，孙平化在东京帝国饭店受到日本时任首相田中角荣会见时，转达了周恩来对田中首相访华的邀请。同年9月25日，田中角荣顺利访华，实现中日邦交正常化。